# 四星球
四星球（スーシンチュウ、SU-XING-CYU）は、日本のコミックバンド。キャッチフレーズは「日本一泣けるコミックバンド」。徳島県を拠点として活動する。

## メンバー
- 北島 康雄（きたじま やすお、1983年4月16日、A型）シンガー&作詞。徳島県美馬郡つるぎ町（旧半田町）出身。鳴門教育大学学校教育学部家庭科教育コース卒業。
福岡晃子（チャットモンチー）とは出身大学・誕生日が同じであり親交がある。
青木成実とは出身大学・部活動が同じであり親交がある。身長187 cm。

- U太（ゆうた、本名：高田 雄太、1983年12月4日、A型）ベース&リーダー。所属事務所「Officeみっちゃん」の代表でもある。兵庫県姫路市出身。鳴門教育大学学校教育学部卒業。

- まさやん（本名：竹田 昌之、1985年3月4日、AB型）ギター&運転。ライブで使用するダンボールを使用した小道具の作成も行っている。兵庫県姫路市飾磨区出身。鳴門教育大学学校教育学部卒業。

- モリス（本名：守岡 勇樹（はやき）、1984年12月24日、A型）ドラム&雑用。岡山県倉敷市児島出身。香川大学中退。

元メンバー
- てんほー（2003年5月まで）ギター
- たけ痔（2006年6月まで）ドラム

サポート
- てつや（2008年3月まで）ドラム

現在はTHE春夏秋冬のドラムを務めている。
- 遠藤亮介　ギター

現在はテンションパーマを経てthe electersで活動中。

## 概要
基本的にはブリーフ一丁またはそれに法被を着た姿でライブを行い、所々に散りばめられたネタで「笑い」を、青春時代の淡い恋心や懐かしい気持ちを歌った曲で「涙」を誘い、キャッチコピーの通り「泣けるコミックバンド」として全国にファンを増やしている。
法被にブリーフが彼らの正装だが、ライブ中に様々な衣装に着替えることが多く、早替えが必要となるため、単に「着替えやすい」等の理由でブリーフを穿き続けており、特にこだわりは無い。ブリーフNGの会場ではスパッツに穿き替えるなどしている。
ダンボールを使って制作した小道具などを用い、会場のオーディエンスを巻き込んだライブパフォーマンスを行っている。

## 来歴
- 2002年 - 
  - 北島康雄、U太を中心に鳴門教育大学にて結成。
  - 徳島県を中心に精力的にライブ活動を行いフラワーカンパニーズ、THE イナズマ戦隊やYO-KING、チャットモンチーと共演する（チャットモンチーもメンバー2人が鳴門教育大学軽音楽部に所属していた）。

- 2005年
  - 地元徳島県にて初のワンマンライブを行う。

- 2007年
  - ファーストアルバム『ゆとり教育の星』のDVD特典付き初回生産分は瞬く間に完売となってしまったため、現在入手困難となっている。
  - ガガガSP、GARLIC BOYSらが出演したVALETUDO2007の大トリに抜擢される。

- 2008年
  - 四国最大のロックフェスティバルMONSTER baSHに初出演。以降毎年出演を果たし、同フェスにとって欠かせない存在となっている。ちなみにこれ以前に北島は観客、モリスは運営スタッフ（チケットもぎり）として参加経験がある。
  - 11月には大阪で「文化祭」をテーマとしたワンマンライブ『四星中学文化祭』を行う。
  - スタッフ・サポートとしてツアーを一緒に回っていたモリスがドラムとして正式に加入。以前から次のドラムはモリスと決めていたらしく、いつ発表するかという問題だった。

- 2013年
  - 活動11年目を迎えるにあたり、自主レーベル『みっちゃん』を設立。U太が代表を務める。
  - 10月18日には『COMICBAND〜アホの最先端〜』レコ発ツアー初日に、大阪なんばHatchにてワンマンライブを決行。平日にも関わらず1200人を超える動員で、ライブは大成功を収める。

- 2014年
  - 昨年の『COMICBAND〜アホの最先端〜』レコ発ツアー初日のライブの様子を収めたライブDVDを4月16日に発売。
  - 15周年を迎えるMONSTER baSHの2日目の大トリに抜擢される。

- 2015年
  - 読売テレビの音楽バラエティー番組『ガリゲル』にて、メンバー4人が吉野川の上流から海までの約70キロをカヤックで下るという企画が放送された。タイムリミットまでにゴールすることはできなかったが、この企画での経験を元に「豪華客船ドロ舟号」（『出世作』収録）が制作された。

- 2017年
  - 1月25日にビクター内のレーベル「Getting Better」より『メジャーデビューというボケ』でメジャーデビュー。

## ディスコグラフィ

### デモCD
1. ナケナシ（2003年2月）
自慰-SHOCK〜下手したら地獄〜／迷子のお知らせ／クラーク博士と僕／ブルハと書いてパンクと読むの?／桃源郷〜ノリのいい奴は帰れ〜／されて嫌なことはすな／ハンケチ／潮騒ぎ／西の空が真っ赤に染まり、カラスが飛んでゆきました／マザー
2. 草枕（2004年7月）
潮騒ぎ／あぜくら商店街／花ざかり〜セピア101号室の唄〜／手のひらを太陽に／青空教室／四星球シークレットコンサート（自慰-SHOCK・クラーク博士と僕・ちょっとお時間いいですか？）
3. 今夜、宇宙の片隅で…（2005年11月)
晩酌-banshaku-／明日までkm／幸せなら CLAP YOUR HANDS／のっぺらぼう／ハワイアンブルーのある風景

### アルバム
|         | 発売日         | タイトル                   | 規格品番                                           | 収録曲 | 備考                                                         |
| ------- | -------------- | -------------------------- | -------------------------------------------------- | --- | ------------------------------------------------------------ |
| 1st     | 2007年6月27日  | ゆとり教育の星             | BTJB-01                                            | 1. 我ら吉野川同盟 [3:46] 2. め狐 CONG CONG COMPLEX [2:38] 3. クラーク博士と僕 [2:14] 4. ビスケット [3:27] 5. 明日までkm [3:46] 6. 幸せなら CLAP YOUR HANDS [6:19] 7. ラジオドラマ「しゃっくりがとまらない」 [2:39] 8. あぶく銭 [3:26] 9. ギンヤンマ [3:16] 10. 空きビンの色のようで [2:48] 11. YO.RO.NN -被選挙権のない男の歌- [6:06] 12. あぜくら商店街 [3:45] 13. ハワイアンブルーのある風景 [8:09] | DUKE RECORDS                                                 |
| 2nd     | 2009年6月3日   | 2009年 途中の旅            | BJCD-25                                            | 1. あっかんべぇ in the sunset [2:41] 2. ボールはまだ生きている [3:29] 3. Mr.Cosmo（アルバムバージョン） [6:38] 4. エイトビートメゾフォルテ [5:35] 5. カスタネッティスト [3:18] 6. BOY 蜜 GIRL [5:47] 7. 潮騒ぎ（アルバムバージョン） [4:02] 8. うみびこ [5:41] 9. 猫舌 [2:50] 10. 名盤!!ゆとり教育の星 [5:37] 11. コウチョウ田コチョ夫 [4:12] 12. ☆★☆思い出暴走族☆★☆ [4:47] 13. おセンチセンチメートル [13:09] | DUKE RECORDS                                                 |
| 1stミニ | 2011年1月19日  | フーテンの花               | BJCD-28                                            | 1. ゴミ拾いマーチ [3:58] 2. 晴れ男〜海も泳げるはず〜 [4:06] 3. Teen [1:48] 4. スカイツリーは完成間近 [5:29] 5. 【メンバー紹介】 [3:02] 6. ロンリー論理 [4:24] 7. 鬼 [4:28] 8. Paint Pain [4:13] | DUKE RECORDS オリコン最高209位                               |
| 3rd     | 2013年8月7日   | COMICBAND〜アホの最先端〜  | MCYN-002                                           | 1. コミックバンド [3:47] 2. 絶対音感彼氏 [4:54] 3. HEY! HEY! HEY!に出たかった [3:03] 4. フューちゃん [5:28] 5. ビンテージヤング [5:02] 6. 私をoiって叫ばせて [3:20] 7. 弟 [2:04] 8. ロマンチックがどえらいことに〜Drummer's mental remix〜 [4:23] 9. アメヤメヤ [3:25] 10. くノ一 [2:57] 11. 六文役者 [5:34] 12. 何だちみは!? 13. オモローネバーノウズ [5:33] | みっちゃん オリコン最高94位                                  |
| 4th     | 2014年10月1日  | もはやCDではない           | DQC-1366                                           | 1. 前作で全部出しきった [4:36] 2. 妖怪泣き笑い [5:09] 3. モリス教授の世界一のLove Song [1:35] 4. LAUGH LAUGH LAUGH [5:26] 5. ノーフューちゃん [3:16] 6. 全日本ライブ大賞 [4:25] 7. チャンネルはあのままで [3:45] 8. ベロベロバー [5:51] 9. 親孝行 or DIE [4:59] 10. バースデイソング [3:41] 11. 幸せならCLAP YOUR HANDS [5:55] 12. 思い出クイズ [2:45] 13. 思い出クイズショー [6:16] 14. ゴーストライターありがとさん [4:45] 15. マイナストラック、桃源郷 | みっちゃん オリコン最高71位                                  |
| 5th     | 2016年2月17日  | 出世作                     | MCYN-008                                           | 1. 出世作 [2:11] 2. 遥かカルタ [3:46] 3. 鍋奉行パエリアに挑戦 [4:40] 4. チャーミング[3:30] 5. 蝶の粉 [4:32] 6. 大人の日 [4:16] 7. 蛍の影 [3:43] 8. 今作ここまでのダメ出し [3:43] 9. 豪華客船ドロ舟号 [4:56] 10. MOONSTAR daSH〜galaxy edition〜 [5:48] 11. オトダマーチ〜シルバーウィークドライビングmix〜 [3:52] 12. 運動会やりたい [4:43] 13. もはやMDだ [6:31] 14. ワンハンドレッドエイトビート [8:01] 15. 桃源郷をやってみた [5:37] | みっちゃん オリコン最高58位                                  |
| 6th     | 2017年1月25日  | メジャーデビューというボケ | VIZL-1095:初回限定盤 VICL-64704:通常盤             | 1. 夜明け 2. Mr.Cosmo 3. ボーナストラック 4. ギンヤンマ 5. ハミングが叫んでる 6. Hey!Hey!Hey!に出たかった 7. コミックバンド 8. 妖怪泣き笑い 9. 我ら吉野川同盟だよね? 10. モリス教授 with T 11. チャーミング 12. 四星球十五年史 〜上巻〜 13. クラーク博士と僕 14. メジャーデビューできなかった曲たちの逆襲 15. オモローネバーノウズ 16. 世明け 初回限定盤DVD - 10/30なんばHarchワンマン公演映像 | Getting Better オリコン最高34位                              |
|         | 2018年5月16日  | 包                         | ADVE-1016                                          | 1. 小籠包で包みましょう 2. 人生をツモれ / PAN 3. 運命と書いて定め 運命の人と書いてお前 / 四星球 4. クラーク博士と僕 / 四星球 5. ギョウザ食べチャイナ / PAN | 54 Adventure PANとのスプリットミニアルバム オリコン最高157位 |
| 7th     | 2019年2月20日  | SWEAT 17 BLUES             | VIZL-1531:完全生産限定盤 VICL-65128:通常盤         | 1. モスキートーンブルース 2. 四星球聴いたら馬鹿になる 3. 鋼鉄の段ボーラーまさゆき 4. ラジオネーム いつかのキミ 5. いい歌ができたんだ、この歌じゃないけれど 6. コミックガール 7. 言うてますけども 8. お告げ 9. Teen 10. ラジオネーム いつかのモリス教授 11. 交換日記倶楽部 feat. 高橋久美子 12. BOY蜜GIRL 13. Soup 14. SWEAT 17 BLUES 15. SWEAT 71 BLUES 16. フューちゃん 17. 発明倶楽部 完全生産限定盤DVD - 平成30年度 四星中学校文化祭 思い出ムービー - 四星中学校 校歌 〜思い出ミュージックビデオ〜 | Getting Better                                               |
| 8th     | 2021年2月17日  | ガッツ・エンターテイメント | VIZL-1842:完全限定生産ボックス盤 VICL-65464:通常盤 | 1. トレジャーハンター 2. Mike is my friend 3. 薬草 4. ライブハウス音頭 5. ポピュラーミュージック 6. アナザーストーリー 7. 彼がドラムを始めた理由 8. 名犬ニッパー・ドッグンロール 9. 名豚ブッヒー・ピッグンロース 10. 早朝高速 11. キミの背中 12. ＼(^o^)／ 13. 運動会やりたい 14. シンガーソングライダー 15. おもてたんとちゃう - 4DVD：四国ツアー「動け四星球」完全版※完全限定生産ボックス - DVD-1：徳島編「動け四星球〜踊る阿呆に見る阿呆〜」2020年7月4日 徳島県 アスティとくしま 多目的ホール - DVD-2：香川編「動け四星球〜金比羅ふねふね追手に帆かけてシュラシュシュシュ〜」2020年8月10日 香川県 瀬戸大橋記念公園マリンドーム - DVD-3：愛媛編「動け四星球〜いい予感〜」2020年8月30日 愛媛県 松前町総合文化センター 広域学習ホール - DVD-4：高知編「動け四星球〜夜明けぜよ〜」2020年9月5日 高知県立春野運動公園 相撲場 | Getting Better                                               |
| Best    | 2022年3月23日  | トップ・オブ・ザ・ワースト | VIZL-2029                                          | 1. トップ・オブ・ザ・ワースト 2. ヒツジ 〜バンドマンが4匹〜 3. 明日までkm 4. クラーク博士と僕 5. 言うてますけども 6. モスキートーンブルース 7. 君はオバさんにならない 8. イルカ 〜需要がないときのモリス教授〜 9. 絶対音感彼氏 10. 妖怪泣き笑い 11. 鍋奉行パエリアに挑戦 12. 鋼鉄の段ボーラーまさゆき 13. ノーフューちゃん 14. ネズミ 〜あの人気者が来てくれたよ〜 15. Mr.Cosmo 16. 薬草 17. 音量アゲサゲーム 18. おセンチcm 19. スズムシ 〜到着のベル〜 20. リンネリンネ |                                                              |
| 9th     | 2024年10月30日 | 音時計                     | VICL-66018/9                                       | 〈DISC AM〉 1. エラ-むかしむかしあるところに- 2. ミッドナイトレインボーピーターパン 3. ちょんまげマン 4. 旅BEAT 5. FLAG 6. 6:00a.m.-ちょんまげマンアラーム- 7. 刹那くんおはよう-86400歩のパンク- 8. アドベンチャー 9. そういう生き物 10. 10:00a.m.-帰ってきたちょんまげマンアラーム- 11. 僕らの絵描き歌⭐ 12. UMA WITH A MISSION 〈DISC PM〉 1. Yeah!むっちゃ武者修行 2. なんでもかんでもランキング 3. ロックンロールケーキ 4. もしも君が生き返ったら 5. カーネーション 6. DONDON BOWLING 7. ドレミファ暮らし 8. ふざけてナイト 9. 9:00p.m.-レッツ・エンターテイメント- 10. がんばっTENDERNESS 11. ワンハンドレッドエイトビート 12. エラ-めでたし めでたし- |                                                              |

### シングル
|                    | 発売日         | タイトル                                              | 規格品番                           | 収録曲 | 備考                                     |
| ------------------ | -------------- | ----------------------------------------------------- | ---------------------------------- | --- | ---------------------------------------- |
| 1st                | 2008年7月2日   | 潮騒ぎ／ニューシネマパラダイス                        | BJCD-22                            | 1. 潮騒ぎ 2. 秋田町キッズリターン 3. 潮騒ぎ（カラオケバージョン） | DUKE RECORDS オリコン最高159位           |
| 2nd                | 2009年4月22日  | おセンチセンチメートル／Mr.Cosmo                      | BJCD-24                            | 1. おセンチセンチメートル [5:39] 2. Mr.Cosmo [6:12] 3. オーケストラ [3:35] | DUKE RECORDS                             |
| 3rd                | 2012年6月27日  | オモローネバーノウズ                                  | GHTO-001                           | 1. オモローネバーノウズ 2. 万引きGメン 名は幸子 3. 旅BEAT〜子守唄へのアンサーソング〜 4. Teen オリジナルカラオケ ボーナストラック〜ライブ収録〜 2012.2.24 徳島GRINDHOUSE 1. ゴミ拾いマーチ 2. ロンリー論理 3. 絶対音感彼氏 4. MC 5. 明日までkm 6. 潮騒ぎ 7. カツパ | TAPOUT RECORDS オリコン最高105位         |
| 4th                | 2013年6月5日   | フューちゃん                                          | MCYN-001                           | 1. フューちゃん [5:17] 2. ロマンチックがどえらいことに [4:02] 3. Mr.Cosmo 〜スタジオライブver〜 [6:15] 4. Mr.Cosmo 〜アコースティックver〜 [2:16] | みっちゃん オリコン最高113位             |
| 5th                | 2014年1月1日   | 親孝行orDIE                                           | MCYN-004                           | 1. 親孝行orDIE 2. 涙もろくなったもんだ 3. オトダマーチ | みっちゃん オリコン最高86位              |
| 6th                | 2015年8月19日  | MOONSTAR daSH                                         | MCYN-006                           | 1. MOONSTAR daSH 2. 武器を捨てよ太鼓を持て 3. 青空教室 4. モリス教授の世界一のLove Song・・・夏 | みっちゃん オリコン最高83位              |
| メジャーデビュー後 |                |                                                       |                                    | |                                          |
| 7th                | 2017年8月30日  | お告げ 〜さあ占ってしんぜよう〜                       | 初回盤:VIZL-1223 通常盤:VICL-37310 | 1. お告げ 2. 牡羊座『潮騒ぎ』 3. 牡牛座『コノ曲飛バスベカラズ』 4. 双子座『脳』 5. 蟹座『い蟹ひそ蟹したた蟹』 6. 獅子座『ビスケット』 7. 乙女座『蛍の影 feat.橋本絵莉子（チャットモンチー）』 8. 天秤座『天秤の座』 9. 蠍座『まさやんvsさそり』 10. 射手座『四星球聴いたら馬鹿になる』 11. 山羊座『哺乳類星座会議 feat.八木優樹（KEYTALK）』 12. 水瓶座『汗と涙の水瓶』 13. 魚座『お詫び 〜さあ謝ってしんぜよう〜』 | オリコン最高33位                         |
| 8th                | 2018年1月30日  | 鋼鉄の段ボーラーまさゆき e.p.                         | 初回盤:VIZL-1296 通常盤:VICL-37347 | 1. 鋼鉄の段ボーラーまさゆき 2. 発明倶楽部 3. 3:00 a.m. 4. はじめてのたいあっぷ 5. 六文役者 6. 直りかけのCamera 7. シークレットトラック | オリコン最高42位                         |
| 9th                | 2018年10月24日 | シングル『言うてますけども』                          | VICL-37440                         | 1. 言うてますけども（シングルver.） 2. 四星中学校 校歌 3. HEY!HEY!HEY!に出たかった 〜NEO〜 4. 楽屋泥棒始めました 5. 四星中学校 校歌 〜校歌斉唱一同ダンスremix〜 | 4,444枚限定生産シングル オリコン最高62位 |
| 10th               | 2020年3月7日   | ビクターロック祭り応援歌 名犬ニッパー・ドッグンロール | NZS-807                            | 1. 名犬ニッパー・ドッグンロール （ビクターロック祭り 応援歌） 2. 早朝高速 3. おもてたんとちゃう | ニッパー手ぬぐいつき                     |

### 配信限定シングル
| 発売日        | タイトル                             | レーベル                   |
| ------------- | ------------------------------------ | -------------------------- |
| 2016年10月1日 | 時間がないときのRIVER                | officeみっちゃん           |
| 2017年1月20日 | 茶番がないときのMr.Cosmo             | ビクターエンタテインメント |
| 2018年4月27日 | PAN / 四星球「小籠包で包みましょう」 | 54Adventure/MOONSHINE      |
| 2020年6月23日 | キミの背中                           | ビクターエンタテインメント |
| 2021年1月1日  | ライブハウス音頭                     | ビクターエンタテインメント |
| 2021年4月7日  | ライブハウス音頭（満員御礼ver.）     | ビクターエンタテインメント |
| 2023年2月23日 | UMA WITH A MISSION                   | ビクターエンタテインメント |
| 2024年3月6日  | ふざけてナイト                       | ビクターエンタテインメント |

### 参加作品
| 発売日         | タイトル                                                                         | 規格品番             | 収録曲               | 備考                     |
| -------------- | -------------------------------------------------------------------------------- | -------------------- | -------------------- | ------------------------ |
| 2015年11月25日 | WARIKAN                                                                          | BZCS-5030            | オモローネバーノウズ |                          |
| 2016年6月22日  | あっ、良い音楽ここにあります。その伍                                             | FIVER-030            | チャーミング         |                          |
| 2017年9月16日  | 氣志團万博2017 〜房総与太郎爆音マシマシ、ロックンロールチョモランマ〜            | AVCD-93741           | クラーク博士と僕     |                          |
| 2018年12月5日  | DJライブキッズあるある中の人presents 『フェス行きたい!〜邦ロックフェス入門編〜』 | AICL-3610            | Mr.COSMO             |                          |
| 2019年12月18日 | ROTTENGRAFFTY Tribute Album 〜MOUSE TRAP〜                                       | VICL-65290 VIZL-1684 | 響く都               | トリビュートアルバム参加 |

### 限定販売
1. 旅BEAT（2011年5月18日）
CD音源＋歌詞カードTシャツ付。渋谷O-WESTで行われたツアーファイナル限定販売だったが、6月18日の心斎橋CLUB QUATTROにて在庫が販売された。

## タイアップ
| 曲名                     | タイアップ |
| ------------------------ | --- |
| 鋼鉄の段ボーラーまさゆき | 福野段ボール工業CMソング |
| 発明倶楽部               | BSフジ「冗談手帖」2018年1月クールエンディングテーマ                                                                                 |
| はじめてのたいあっぷ     | 「じゃりんこイモの祭謎解きノート 大阪ナゾ道中」タイアップ主題歌 テレビ朝日「じゅん散歩」2017年12月度・2018年1月度エンディングテーマ |
| SWEAT 17 BLUES           | テレビ朝日「ワールドプロレスリング」2019年4・5月ファイティングミュージック                                                          |
| モスキートーンブルース   | BS朝日「お笑い演芸館+」オンエア曲                                                                                                   |
| キミの背中               | 「KAGOME GO!ME. プロジェクト」2020”タイアップソング                                                                                 |

## 主なライブ

### ワンマンライブ・主催イベント
- 2009年 - 2009年途中の旅路 四星球方向性会議
- 2010年 - 四国大巡業ファイナル&四星球8周年感謝祭 第28回 毛が生えた日
- 2011年 - フーテンの花、高松DIMEに咲く
- 2011年 - 旅BEAT〜『フーテンの花』開花前線
- 2012年 - MONOBRIGHT / 四星球 TWO MAN TOUR 2012 「ブラタマリ」
- 2012年 - 四星球10周年記念興行

## 出演

### ラジオ
- Happy四国 presents 四星球のハッピーアワー（エフエム香川ほか）
- A-Voice -ROAD TO MUSICIAN- 四星球のがいなRadio（2020年9月、エフエム徳島） - 第1・3週
- 四星球のスーパーがいなRadio（2020年10月 - 、エフエム徳島） - 毎週金曜日レギュラー

### 配信
- MUSIC TAGS vol.4開催記念 ガチモリ生配信（2017年1月21日、LINELIVE） - メインMC
- シングル『言うてますけども』」リリース＆全国ツアー直前！「LINE LIVE特番『言うてますけども』（2018年10月18日、LINE LIVE）
- 四星球『SWEAT 17 BLUES』完成会見！MV初公開！（2019年2月5日、LINE LIVE）
- 祝！四星球アルバム発売日！ヒット祈願特番！（2019年2月20日、LINE LIVE）

### その他
- マンスリーWebラジオ「月刊 四星球」（2016年4月 - 2017年3月）- WEB配信ラジオ[1]